# Astaena excisicollis
Astaena excisicollis är en skalbaggsart som beskrevs av Frey 1973. Astaena excisicollis ingår i släktet Astaena och familjen Melolonthidae. Inga underarter finns listade.